# Nuestra Señora de la Victoria (Melilla)
Nuestra Señora de la Victoria es una imagen escultórica de la Virgen María, en su advocación de la Victoria, que recibe veneración en la iglesia parroquial del Sagrado Corazón de Jesús de Melilla, España, ciudad de la que es patrona.

## Historia
Según cuentan las crónicas, pocos años después de la batalla de Lepanto, la imagen de la Virgen de la Victoria llegó a Melilla en un barco procedente de Sanlúcar de Barrameda. Aparentemente la talla iba a ser enviada a las colonias españolas de América, pero un temporal impidió que el barco que transportaba la imagen se alejara hacia el Nuevo Mundo. Por esta razón la imagen se quedó en la ciudad de Melilla en torno al año 1571, aunque hay historiadores que adelantan su llegada a la ciudad al año 1497. Es probable que la llegada de esta advocación a Melilla esté relacionada con la presencia de los frailes mínimos como sucede en el caso de la Virgen de la Victoria de Málaga. 
Estuvo desde principios del siglo XVI en la iglesia de Nuestra Señora de la Victoria, en la actual Plaza de Armas, transformada en ermita en 1551. En 1720 la imagen es trasladada a la Real y Pontificia Iglesia de la Purísima Concepción mientras se reconstruía la ermita, al estar en un lugar inadecuado para la defensa de la Plaza Real y la Pontificia Iglesia de la Purísima Concepción. Se sabe que la imagen melillense ha tenido varias ubicaciones y en 1741, al ser finalmente demolida la ermita, se traslada defínitivamente a la Iglesia de la Purísima Concepción. Tampoco se descarta que hubiera una imagen anterior a la actual.
Es desde 1631 que la Virgen de la Victoria es considerada patrona de Melilla, a raíz de un intento de secuestro de la imagen realizado por unos rifeños que, al no poder llevársela, en 1721 le cortaron tres dedos, para robarle sus anillos, junto con sus otras joyas. Aunque no se reconoció oficialmente tal patronazgo hasta un siglo más tarde. Fue el 3 de febrero de 1756 cuando el rey Fernando VI de España ratificó el patronazgo de la Virgen de la Victoria sobre la ciudad de Melilla.
En 1947 se autoriza que sea coronada canónicamente la imagen de Nuestra Señora de la Victoria, realizándose dicho acto en 1948 por Balbino Santos Olivera (obispo de Málaga), con bula de Pío XII. 
En 1998, por acuerdo unánime del Pleno de la Ciudad Autónoma se le otorga el título de "Alcaldesa Honoraria perpetua de Melilla". El 26 de diciembre de 1936, se aprueban los estatutos de su cofradía, la cual se remonta a 1663. En 1991 la Casa Real Española le otorga a la cofradía el título y la distinción de Real.
Tras sufrir el terremoto del 25 de enero de  2015, la Iglesia de la Purísima Concepción, queda en mal estado y la imagen es trasladada a la Iglesia parroquial del Sagrado Corazón de Jesús, donde permanece a la espera que abra al público, tras la restauración iniciada en mayo de 2016 y finalizada el 18 de abril de 2017.

## Fiestas
La festividad de la Virgen de la Victoria es el 8 de septiembre. Durante estos días, la imagen de la Virgen es solemnemente trasladada en procesión desde su templo hasta la Iglesia del Sagrado Corazón, templo mayor de la ciudad y sede del Arciprestazgo de Melilla.
En este lugar se realiza una novena. Tras esto el día principal del 8 de septiembre se realiza la solemne eucaristía con presencia de las principales autoridades de la ciudad y la posterior procesión de regreso a la Iglesia de la Purísima Concepción.